# Goldlärche
Die Goldlärche (Pseudolarix amabilis) ist die einzige Pflanzenart der Gattung Pseudolarix innerhalb der Familie der Kieferngewächse (Pinaceae).

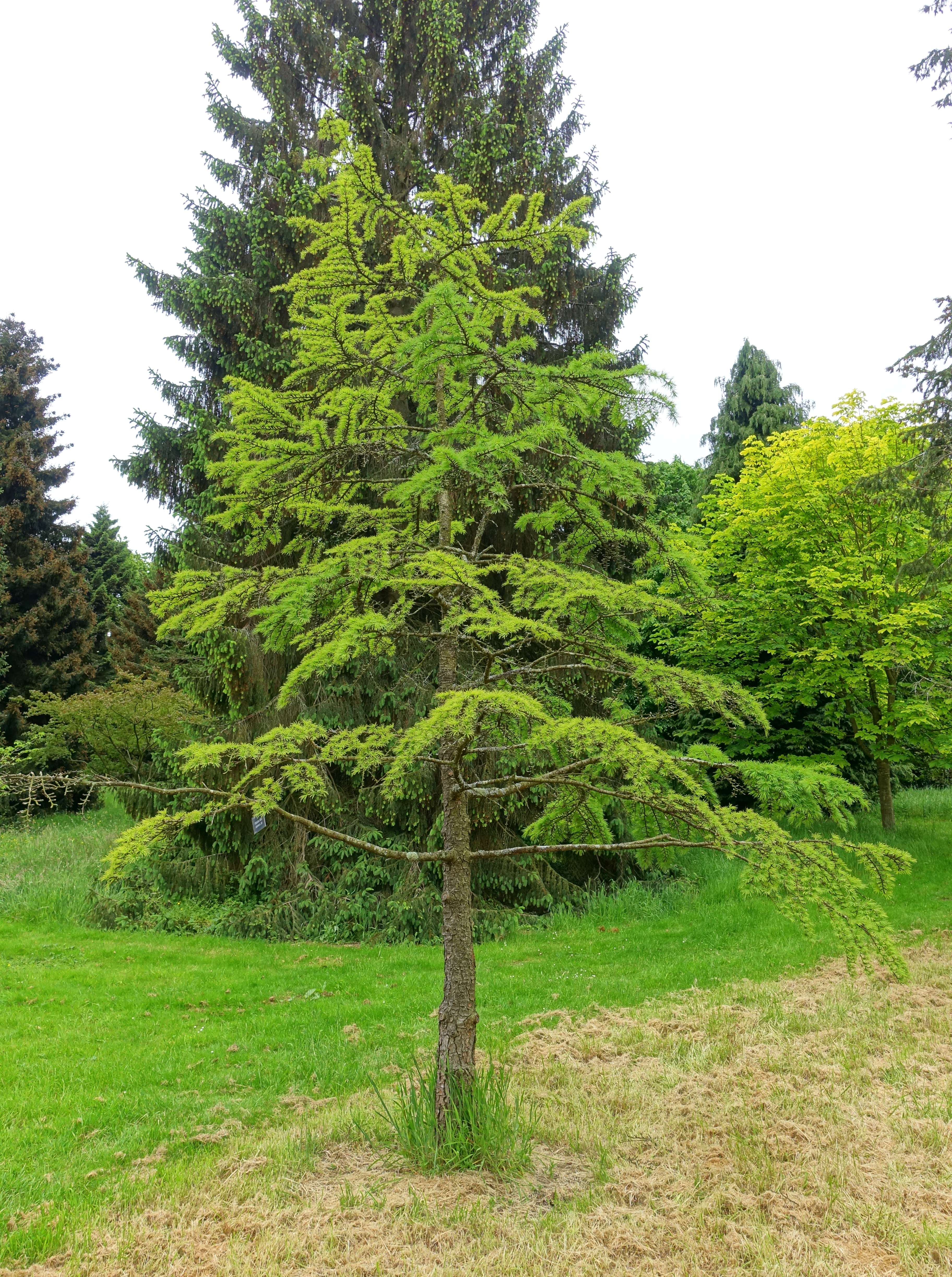
Goldlärche (Pseudolarix amabilis)

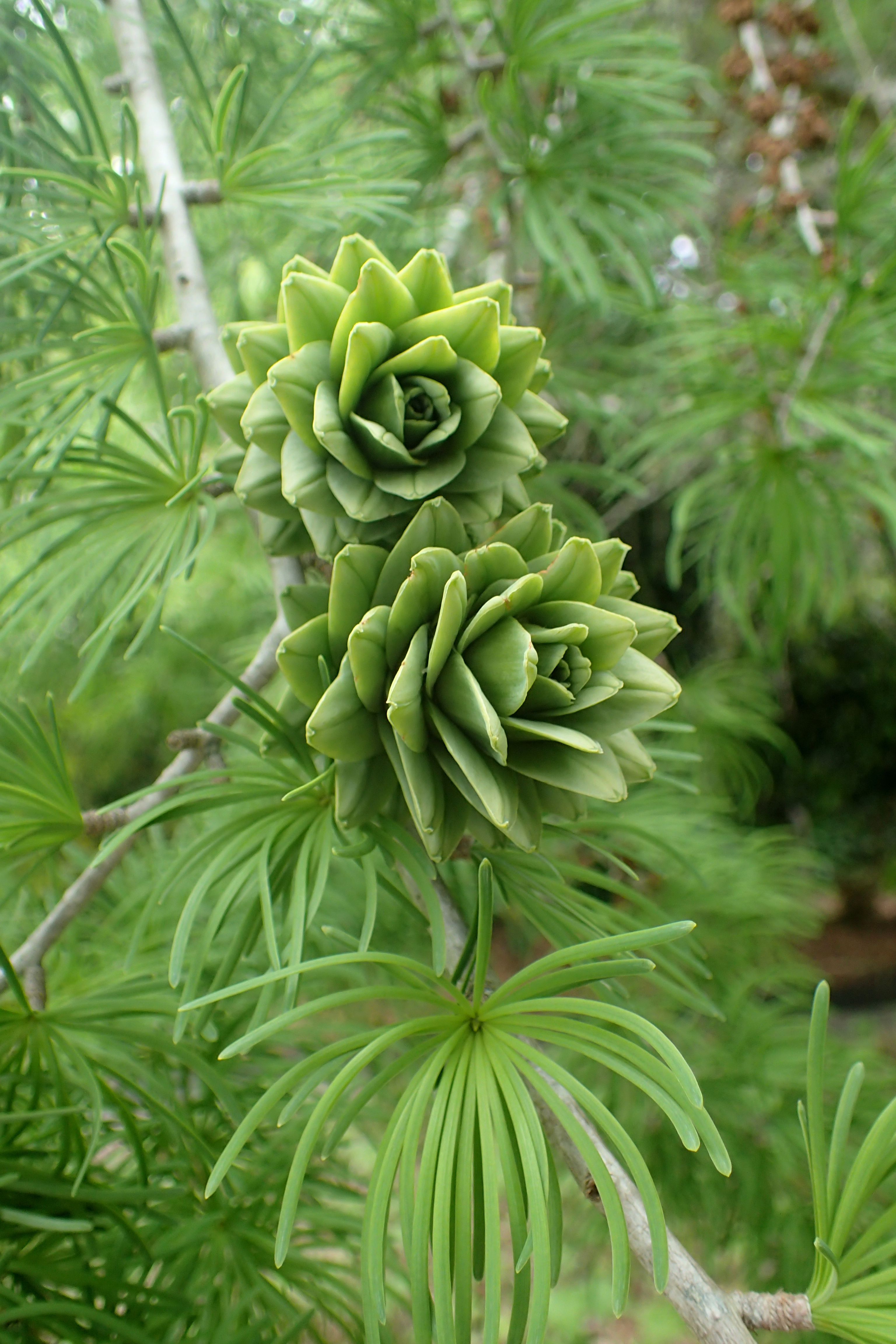
Zweig mit jungen Zapfen

## Beschreibung
Die Goldlärche ist ein laubabwerfender Baum, der Wuchshöhen von bis zu 40 Meter und Stammdurchmesser von bis zu 1,5 Meter erreicht, von dessen Hauptstamm die Seitenäste waagerecht ausgehen. Die Borke ist grau-braun.
Die abgeflachten, flexiblen Nadeln sind 2 bis zu 5,5 Zentimeter lang und 1,5 bis 4 Millimeter breit und somit breiter als bei den Lärchen (Larix). Im Herbst nehmen die Nadeln die namensgebende gelbe Farbe an, bevor sie rötlich werden und abfallen.
Die Goldlärche ist einhäusig getrenntgeschlechtig (monözisch), es befinden sich also weibliche und männliche Zapfen an einem Baum. Sie blüht im Mai. Die endständig an Kurztrieben in Gruppen von 10 bis 25 zusammen stehenden männlichen Zapfen sind erst aufrecht und hängen später. Die einzeln endständig an Kurztrieben und aufrecht an einem kurzen Stiel stehenden, weiblichen Zapfen weisen eine Länge von 5 bis 7,5 cm und einen Durchmesser von 4 bis 5 cm auf. Sie sind während der Blütezeit grün oder purpur-grün und werden bei Reife rötlich-braun. Die 18 bis 30 dicken, holzigen Samenschuppen haben eine Länge von 2,8 bis 3,5 und eine Breite von etwa 1,7 cm. Die Deckschuppen weisen ein Viertel bis ein Drittel der Länge der Samenschuppen auf. Wenn die Samen im Oktober reif sind, zerfallen die Zapfen einschließlich der Spindel noch am Baum und entlassen die Samen. Die weißen, eiförmigen Samen sind 6 bis 7 Millimeter groß mit 2,5 Zentimeter langen, hell- bis braun-gelben Flügeln.
Die Sämlinge besitzen vier bis sieben Keimblätter (Kotyledonen).

## Vorkommen
Die Goldlärche kommt ursprünglich in den Gebirgen der ostchinesischen Provinzen Zhejiang und Jiangxi vor, in Höhenlagen zwischen 500 und 1500 Meter. Sie bevorzugt tiefgründige, nährstoffreiche, feuchte, aber gut drainierte Böden und ist kalkmeidend. Erst 1854 wurde die Goldlärche nach Europa und Nordamerika eingeführt, wo sie im Allgemeinen nur knapp 20 Meter Wuchshöhe erreicht.
Aufgrund ihrer Herbstfarbe ist sie ein beliebter Zierbaum.

## Fossile Belege
Aus der Literatur sind mehr als siebzig Erwähnungen fossiler Belege bekannt, die eindeutig der Gattung Pseudolarix zugeordnet sind. Die fossilen Belege gehen bis in das Paläogen zurück. Aus dem Material ist neben der in diesem Beitrag beschriebenen rezenten Art Pseudolarix amabilis eine zweite Art – Pseudolarix wehrii – identifiziert worden. Besonders aufschlussreiche Funde wurden auf der Axel-Heiberg-Insel in der kanadischen Arktis gemacht. Hier waren (fossile) Harze in situ unter anderem in Zapfen von Pseudolarix konserviert. Ein Vergleich dieser eindeutig von Pseudolarix produzierten Harze mit anderen fossilen Harzen führte unter anderem zu dem Ergebnis, dass Pseudolarix ebenso wie die Mutterpflanze des Baltischen Bernsteins Harz produzierte, das auf polylabdanoiden makromolekularen Strukturen beruht und Bernsteinsäure enthält, woraus die Folgerung gezogen wurde, dass zwischen diesen Pflanzen wahrscheinlich eine phylogenetische Verwandtschaft besteht und es entweder weitere fossile Pseudolarices gegeben haben müsse oder aber die beiden Harzproduzenten einen gemeinsamen Vorfahren haben. Überdies haben diese Befunde die wissenschaftliche Diskussion um die botanische Herkunft des Baltischen Bernsteins belebt, die bis heute nicht abgeschlossen ist.

## Synonyme
Synonyme für die Gattung Pseudolarix Gordon sind: Laricopsis Kent non Fontaine und Chrysolarix H. E. Moore.
Synonyme für die Art Pseudolarix amabilis (J. Nelson) Rehd. sind: Larix amabilis J. Nelson, Laricopsis fortunei (Mayr) Mayr, Chrysolarix amabilis (J. Nelson) H.E. Moore, Pseudolarix fortunei Mayr, Pseudolarix pourtetii Ferré.